# Turricula aethiopica
Turricula aethiopica é uma espécie de gastrópode do gênero Turricula, pertencente a família Clavatulidae.